# Ça ira, il fiume della rivolta
Ça ira, il fiume della rivolta è un film di montaggio del 1964 diretto da Tinto Brass.

## Trama
Brass monta insieme una serie di sequenze macabre e molto dirette che raccontano la Rivoluzione d'ottobre, quella messicana, la Grande Guerra, l'invasione della Cina da parte dei giapponesi, la guerra di Spagna, il secondo conflitto mondiale, il nazismo, il fascismo, i campi di sterminio, le bombe atomiche su Hiroshima e Nagasaki.
Nel film compare anche Paul Éluard che legge una sua poesia e sono presenti due canzoni interpretate da Édith Piaf ed Edmonda Aldini. Viene inoltre presentato in embrione il tema del sesso come deragliatore ideologico.

## Premi e riconoscimenti
Il film viene presentato fuori concorso al XXV Festival del Cinema di Venezia del 1964.

## Critica
Il Dizionario dei film di Morando Morandini stronca il film, affermando che si tratta di un lavoro di montaggio sulle rivoluzioni del Novecento, composto di immagini sin troppo note e commentato in modo da non spiegare ma solo facendo ironia sarcastica in linea con gli umori anarchici e libertari del suo autore.